# Сортавала
Сортавала (рус. Сортава́ла, фин. Sortavala) град је у северозападном делу Русије. Налази се у Републици Карелији.
У граду, по попису из 2005. године, живи 20.500 становника.
Сортавала се налази на северној обали језера Ладога, 287 километара од Петрозаводска (главног града Карелије). Сем језера Ладога у близини града се налазе 2 мања језерца.
Сортавала поседује железничку станицу и аеродром.
Просечна температура у јануару износи -9°C, а у јулу +16°C. Годишња количина падавина је 550 mm.
У граду се налази санаторијум у коме се лече лакше оболели од туберкулозе.

## Историја
Насеље на подручју данашњег града основано је у 12. веку, али је статус града добио 1783. године. До 1918. град је носио име Сердобољ (рус. Сердоболь, када му је име промењено у Сортавала.
Сортавала је одузета припојена Шведској после Руско-Шведског рата који је трајао од 1610. до 1617. године
Године 1721. насеље поново улази у састав Русије. Оно је постало познато по својим каменоломима гранита и мермера који су се користили за изградњу грађевина у Санкт Петербургу и околини. Године 1812. град је ушао у Велике књажевине Финске, која је била део Руског царства.
Године 1917. град је ушао у састав независне Финске. За време Зимског рата град је претрпео велика разарања од стране совјетске армије. По завршетку рата град је ушао у састав Совјетског Савеза. Тада је велики део Финаца напустио град.
Као и већи део Републике Карелије, Сортавала се поново нашла у саставу Финске у периоду од 1941. до 1944. године. У том периоду већина Финаца који су напустили град су се поново у њега вратили. Међутим поново 1944. године, када се град поново нашао у Совјетском Савезу Финци су отишли из града и он је скоро начисто опустео. После рата град је насељен Русима.
Крајем XIX века у граду је живело 1.336 становника, углавном Финаца. Тада су у граду постојале 3 школе, 1 лутеранска и 2 православне цркве (једна од две православне цркве потиче из XVII века). У граду се такође налазио и етнографски музеј у зиданој згради. Трговина је била незнатна. Кроз Сортавалу се у Русију извозио камен који се добивао на северној обали језера Ладога. У близини града налазили су се каменоломи гранита и мремера.

## Економија
У граду се налазе: комбинат за производњу намештаја, шиваћа фабрика, комбинат за прераду рибе и фабрика пива. Такође постоји каменолом у коме се добија мермер (добија се од 18. века) и металуршки завод.

## Становништво
| - 1959. - 20.400 - 1967. - 21.000 - 1970. - 22.200 - 1979. - 21.600 - 1989. - 22.600 - 1992. - 22.800 - 1996. - 21.700 | - 1998. - 21.200 - 2000. - 20.600 - 2001. - 20.200 - 2003. - 21.100 - 2005. - 20.500 - 2006. - 20.100 |

Према прелиминарним подацима са пописа, у граду је 2010. живело становника, (%) више него 2002.
| 1939. | 1959.  | 1970.  | 1979.  | 1989.  | 2002.  | 2010.  |
| ----- | ------ | ------ | ------ | ------ | ------ | ------ |
| 4.710 | 17.611 | 22.188 | 21.618 | 22.579 | 21.131 | 19.235 |

## Градови побратими
- Лахденпохја (рус. Лахденпохья) - 32 километара - југозападно[4]
- Питкјаранта (рус. Питкяранта) - 45 километара - источно
- Приозерск (рус. Приозерск) - 79 километара - јужно
- Суојарви (рус. Суоярви) - 98 километара - североисточно
- Каменогорск - 116 километара - југозападно
- Светогорск - 116 километара - југозападно
- Олонец (рус. Олонец) - 146 километара - југоисточно
- Виборг (рус. Выборг) - 149 километара - југозападно

## Галерија
- Парк Рускеала - у близини града
- Парк Рускеала
- Мермерно језеро у парку Рускеала
- Водопади Рускеала